# Dwars door de Westhoek 2017
La 9e édition du Dwars door de Westhoek a eu lieu le 14 mai 2017. La course fait partie du calendrier international féminin UCI 2017 en catégorie 1.1 et de la Lotto Cycling Cup pour Dames 2017. La course est remportée par l'Italienne Valentina Scandolara.

## Présentation

### Parcours
La course débute par une partie en ligne se dirigeant vers le sud. Le Mont rouge est escaladé trois fois à mi-course. Le parcours revient vers Boezinge et y effectue trois tours d'un circuit local long de 11,8 km.

### Équipes
| Équipes féminines professionnelles (7)- Lares-Waowdeals Women Cycling Team - Lensworld-Kuota - Lotto Soudal - Parkhotel Valkenburg-Destil Cycling Team - Sport Vlaanderen-Etixx - Valcar PBM - WM3 Pro Cycling Équipe nationale- Belgique Équipe féminines amateur (17)- Autoglas Wetteren - d.velop cloud-cycle cafe ladies - Dynamo Racing Team - Equano - Hoop Op Zegen Beveren - Isorex - Jan van Arckel - Jos Feron - Keukens Redant - Maaslandster Veris CCN - Swaboladies,nl - Team Drenthe - Team Stuttgart - Textielstad de Jonge Renner - TWC de Kempen Dames - Wielerclub de sprinters Malderen - WV Breda Ladies |
| |

## Récit de la course
Après un début de course calme, un groupe de dix-huit leaders se forme. Sur le circuit local, Lauren Kitchen tente la première de partir seule. Elle est reprise. Valentina Scandolara contre et n'est plus revue. Elle gagne avec une dizaine de secondes d'avance sur ses poursuivantes. Natalie van Gogh prend la deuxième place.

## Classements

### Classement final
| \| Classement général \| Classement général \| Classement général \| Classement général \| Classement général \| \| Coureuse \| Coureuse \| Pays \| Équipe \| Temps \| \| ------------------ \| ------------------------- \| ------------------ \| --------------------------- \| ------------------ \| \| 1re \| Valentina Scandolara \| Italie \| WM3 \| 3 h 25 min 38 s \| \| 2e \| Natalie van Gogh \| Pays-Bas \| Parkhotel Valkenburg-Destil \| + 11 s \| \| 3e \| Maria Giulia Confalonieri \| Italie \| Lensworld-Kuota \| + 20 s \| \| 4e \| Valerie Demey \| Belgique \| Sport Vlaanderen-Etixx \| + 23 s \| \| 5e \| Lotte Kopecky \| Belgique \| Lotto Soudal Ladies \| + 29 s \| \| 6e \| Monique van de Ree \| Pays-Bas \| Lares-Waowdeals Women \| + 29 s \| \| 7e \| Jolien D'Hoore \| Belgique \| Wiggle High5 \| + 29 s \| \| 8e \| Marjolein van 't Geloof \| Pays-Bas \| Jan van Arckel \| + 29 s \| \| 9e \| Jeanne Korevaar \| Pays-Bas \| WM3 \| + 29 s \| \| 10e \| Elisa Balsamo \| Italie \| Valcar PBM \| + 29 s \| |                           |          |                             |                 |
| |                           |          |                             |                 |
| Source : ProCyclingStats |                           |          |                             |                 |
| Classement général |                           |          |                             |                 |
| Coureuse | Coureuse                  | Pays     | Équipe                      | Temps           |
| 1re | Valentina Scandolara      | Italie   | WM3                         | 3 h 25 min 38 s |
| 2e | Natalie van Gogh          | Pays-Bas | Parkhotel Valkenburg-Destil | + 11 s          |
| 3e | Maria Giulia Confalonieri | Italie   | Lensworld-Kuota             | + 20 s          |
| 4e | Valerie Demey             | Belgique | Sport Vlaanderen-Etixx      | + 23 s          |
| 5e | Lotte Kopecky             | Belgique | Lotto Soudal Ladies         | + 29 s          |
| 6e | Monique van de Ree        | Pays-Bas | Lares-Waowdeals Women       | + 29 s          |
| 7e | Jolien D'Hoore            | Belgique | Wiggle High5                | + 29 s          |
| 8e | Marjolein van 't Geloof   | Pays-Bas | Jan van Arckel              | + 29 s          |
| 9e | Jeanne Korevaar           | Pays-Bas | WM3                         | + 29 s          |
| 10e | Elisa Balsamo             | Italie   | Valcar PBM                  | + 29 s          |

### Points UCI
| Position,          | 1er | 2e | 3e | 4e | 5e | 6e | 7e | 8e | 9e | 10e | 11e | 12e | 13e | 14e | 15e | 16e | 17e | 18e |
| Classement général | 80  | 60 | 45 | 35 | 30 | 25 | 21 | 18 | 15 | 12  | 10  | 8   | 6   | 5   | 4   | 3   | 2   | 1   |

## Organisation et règlement

### Primes
L'épreuve attribue les primes suivantes :
| Position | 1er   | 2e    | 3e    | 4e    | 5e    | 6e    | 7e    | 8e    | 9e    | 10e  |
| Prix     | 379 € | 326 € | 272 € | 164 € | 152 € | 141 € | 130 € | 119 € | 109 € | 97 € |

La onzième place donne 87 €, la douzième 76 €, la treizième 66 €, la quatorzième 52 €, la quinzième place 42 €, et celles de seize à vingt 28 €.

## Liste des participantes
- Liste des participantes